# Homalorhagida
Homalorhagida é uma ordem de vermes do filo Kinorhyncha. Possui as seguintes subordens:
- Subordem Homalorhagae
  - Família Pycnophyidae
  - Família Neocentrophyidae